# اسپرینگ هیل، شهرستان سانتا روزا، فلوریدا
اسپرینگ هیل (به انگلیسی: Spring Hill) یک منطقهٔ مسکونی در ایالات متحده آمریکا است که در شهرستان سانتا امرسون، فلوریدا واقع شده است. اسپرینگ هیل ۱۶۰ نفر جمعیت دارد و ۶۰٫۹۶ متر بالاتر از سطح دریا قرار دارد.